# Syl Apps
Syl Apps, wł. Charles Joseph Sylvanus Apps (ur. 18 stycznia 1915 w Paris, w prowincji Ontario, zm. 24 grudnia 1998 w Kingston) – kanadyjski hokeista występujący na pozycji środkowego napastnika, wcześniej lekkoatleta, specjalista skoku o tyczce, olimpijczyk, później polityk, kawaler Orderu Kanady.

## Kariera lekkoatletyczna
Jako student Uniwersytetu McMastera uprawiał wiele sportów. Specjalizował się w skoku o tyczce. Zwyciężył w tej  konkurencji na igrzyskach Imperium Brytyjskiego w 1934 w Londynie, przed swym kolegą z reprezentacji Kanady Alfem Gilbertem i Australijczykiem Fredem Woodhouse’em. Wystąpił na igrzyskach olimpijskich w 1936 w Berlinie, gdzie zajął 6.–16. miejsce w skoku o tyczce.
Był mistrzem Kanady w skoku o tyczce w 1934 i 1936. Jego rekord życiowy pochodziła z 1936 i wynosił 4,00 m.

## Kariera hokejowa
W 1936 Apps rozpoczął karierę zawodowego hokeisty w zespole Toronto Maple Leafs. Grał w tym zespole aż do zakończenia wyczynowego uprawiania sportu w 1948, z przerwą w latach 1943–1945, kiedy służył w kanadyjskiej armii. Był kapitanem Toronto Maple Leafs w latach 1940–1943 i 1945–1948.
Zdobył z tym zespołem Puchar Stanleya w 1942, 1947 i 1948. Indywidualnie zdobył Calder Memorial Trophy w 1937 i Lady Byng Memorial Trophy w 1941/1942.
Został wybrany do Hockey Hall of Fame w 1961.

## Działalność polityczna
Apps był członkiem Parlamentu Ontario z ramienia Progresywno-Konserwatywnej Partii Ontario od 963 do 1975. W latach 1971–1974 był ministrem rządu prowincji do spraw penitencjarnych.

## Rodzina
Jego syn Syl Apps Jr (ur. 1947) był również hokeistą, który przez 10 lat grał w National Hockey League. Wnuczka Gillian Apps jest trzykrotną złotą medalistką olimpijską w hokeju na lodzie (w Turynie (2006), Vancouver (2010) i Soczi (2014). Wnuk Darren Barber był mistrzem olimpijskim w wioślarstwie, w ósemkach, na igrzyskach olimpijskich w 1992 w Barcelonie.